# Sandareds IF
Sandareds IF, svensk idrottsförening som samlar fotbolls- och boule-spelare i Sandared. Föreningen bildades 1925.